# Catedral de Santo Estêvão (Viena)

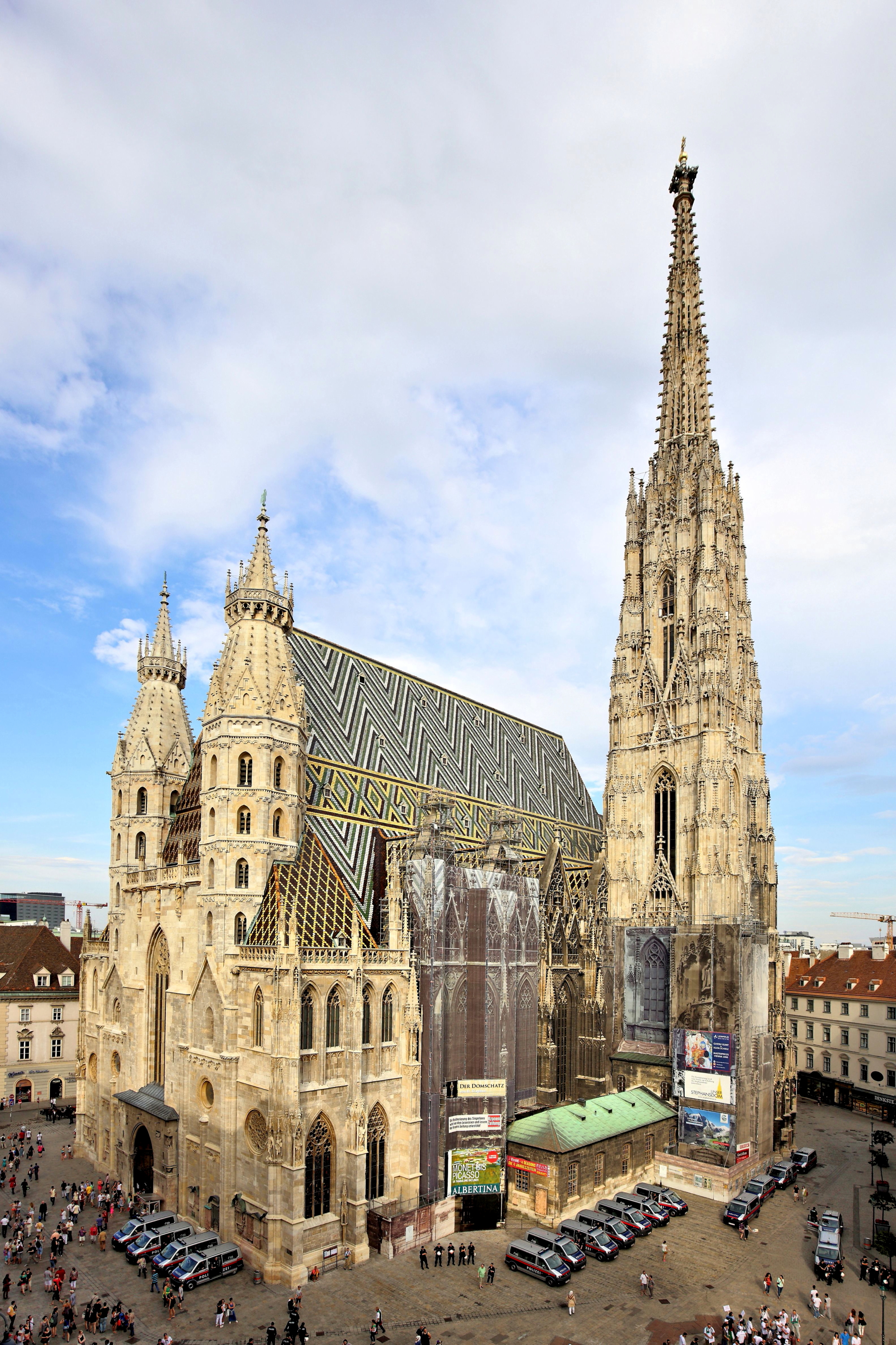
Catedral de Santo Estêvão

A Catedral de Santo Estêvão (alemão: Sankt Stephan/Stephansdom) é uma das mais antigas catedrais do estilo gótico europeu, está situada na Stephansplatz, no centro da cidade Viena, Áustria.
Trata-se de uma obra mundialmente conhecida e um exemplo da arquitetura do século XII. A também denominada "Steffl" é uma das mais importantes catedrais góticas do mundo.
Foi renovada no estilo gótico entre 1304 e 1433. A catedral possui duas torres, a torre norte com 68 metros e a sul com 136 metros. Sua torre norte, foi renovada de acordo com a estética renascentista em 1579 e seu interior adquiriu uma tendência barroca.
O famoso sino da Catedral de Santo Estêvão, o "Pummerin", pesando não menos que 21 toneladas, sofreu consideráveis danos causados pelos ataques da Segunda Guerra Mundial, desde então ele vem sendo consertado e é usado atualmente para determinar ocasiões especiais, assim como para anunciar o novo ano.
Atualmente é sede da Arquidiocese de Viena.